# Hessy Levinsons Taft
Hessy Levinsons Taft, née Hessy Levinsons le 17 mai 1934 à Berlin, est une chimiste allemande de confession juive, installée aux États-Unis.
En 1935 alors qu'elle n'est qu'un bébé, par la facétie du photographe, son image remporte le titre de « plus beau bébé aryen » que le parti nazi diffuse pour promouvoir l'aryanisme dans une série de documents, allant des magazines aux cartes postales.

## Photographie de 1935
Les parents de Hessy, Jacob et Pauline Levinsons, Juifs Ashkénazes, sont originaires de Lettonie. Ils n'ont pas eu connaissance de la décision du photographe de proposer la photographie au concours du « plus beau bébé aryen », jusqu'au moment où ils apprennent qu'elle est sélectionnée par Goebbels lui-même comme gagnante.
Craignant que les Nazis ne découvrent que sa famille est juive, la mère de Hessy prévient le photographe, qui lui répond qu'il est déjà conscient de son origine et qu'il a voulu « ridiculiser les Nazis » en participant au concours. En juin 2014, Hessy Taft indique au journal allemand Bild : « Je peux en rire maintenant, mais si les Nazis avaient su qui j'étais à l'époque, je ne serais plus en vie aujourd'hui ».